# Ботабас
Ботаба́с (каз. Ботабас) — село у складі Щербактинського району Павлодарської області Казахстану. Входить до складу Галкинського сільського округу.
Населення — 40 осіб (2021; 100 у 2009, 110 у 1999, 232 у 1989).
Національний склад станом на 1989 рік:
- казахи — 100 %